# Tekija (gmina Kladovo)
Tekija (cyr. Текија) – wieś w Serbii, w okręgu borskim, w gminie Kladovo. W 2011 roku liczyła 792 mieszkańców.